# Sanfelismo
Sanfelismo es una localidad española, perteneciente al municipio de Valdefresno, en la provincia de León y la comarca de La Sobarriba, en la Comunidad Autónoma de Castilla y León.
Situada a pocos kilómetros de la  capital leonesa. El Camino de Santiago atraviesa esta localidad, de arquitectura tradicional en adobe aunque fuertemente influenciada por su proximidad a la ciudad. Esto se traduce en varias construcciones de viviendas unifamiliares de uso, principalmente, estival.
Situado a la margen derecha del Arroyo de la Pega, afluente del Río Porma.
Los terrenos de Sanfelismo limitan con los de Villaseca de la Sobarriba al norte, Paradilla de la Sobarriba al noreste, Villacete al este, Puente Villarente al sureste, Toldanos al sur, Valdesogo de Arriba al suroeste, Arcahueja al oeste y Corbillos de la Sobarriba y Valdefresno al noroeste.
Perteneció a la antigua Hermandad de La Sobarriba.